# Parti républicain de l'ordre social
Le Parti républicain de l'ordre social (Partido Republicano da Ordem Social) (PROS) est un parti politique brésilien, fondé en 2010 et enregistré en 2013.
Il obtient 8 députés lors des élections parlementaires brésiliennes de 2018. En février 2023, il fusionne dans le parti Solidarité.